# Isolde Kurz
Isolde Maria Klara Kurz (Stoccarda, 21 dicembre 1853 – Tubinga, 5 aprile 1944) è stata una scrittrice e poetessa tedesca, vicina al neoromanticismo e al realismo svevo.

## Biografia

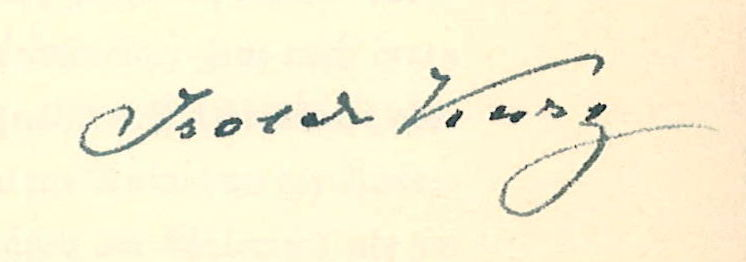
Firma di Isolde Kurz

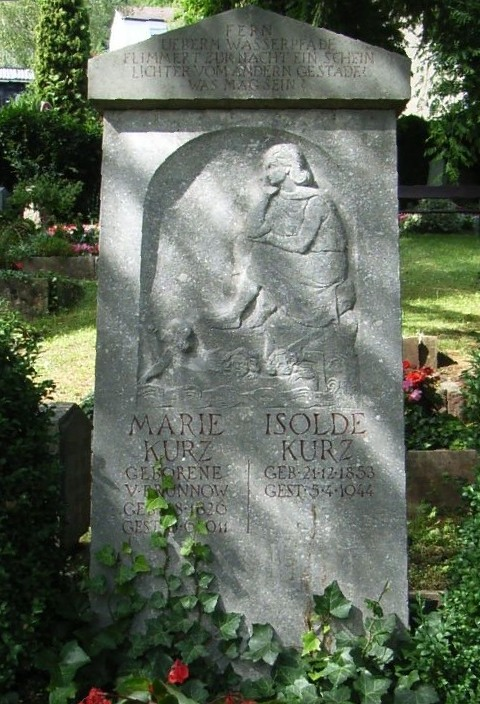
Tomba di Isolde Kurz a Tubinga

Isolde Kurz, battezzata cattolica, seconda di cinque figli dell'attivista democratica Marie Brunnow e del novelliere svevo Hermann Kurz, simpatizzante socialdemocratico, trascorse la sua giovinezza a Esslingen sul Neckar e dal 1863 a Tubinga, dove il padre lavorò come bibliotecario.
La Kurz ricevette lezioni di danza all'età di 13 anni, oltre che di equitazione e di nuoto.
Isolde imparò da bambina anche numerose lingue straniere, come l'inglese, il francese, l'italiano, il russo, il latino e il greco  e in giovane età tradusse opere di Stendhal, Gobineau e Nievo.
Nel 1876 si trasferì a Monaco di Baviera, assieme al fratello Erwin, dove studiò prima scultura, poi architettura, e lavorò come traduttrice.
Nel 1877 andò a Firenze ed a Forte dei Marmi, dove visse per quasi trent'anni e conobbe, tra gli altri, il pittore svizzero Arnold Böcklin, lo scultore svizzero Karl Stauffer-Bern, lo scrittore tedesco Adolf Friedrich von Schack, il pittore tedesco Hans von Marées, l'insegnante tedesco Ernst von Mohl, lo studioso dell'arte Konrad Fiedler e lo storico tedesco Karl Hillebrand.
Durante il suo soggiorno fiorentino si appassionò alla storia e alla cultura rinascimentale.
Isolde Kurz fu una delle protagoniste del movimento di emancipazione delle donne, assieme alle sue contemporanee, la pedagogista ed assistente sociale tedesca Helene Lange (1848-1930) e l'attivista politica inglese Emmeline Pankhurst (1858-1928).
Nel 1913 ricevette la nomina di dottoressa onoraria dell'Università di Tubinga.
La Kurz ottenne la medaglia di Goethe per l'arte e la scienza, e fu membro onorario dell'Associazione Marbach Schiller e dell'Accademia tedesca di Firenze.
Nell'ultimo periodo di vita, la Kurz si avvicinò alle credenze della reincarnazione, anche se non aderì alle religioni orientali.
Nel 1943 Isolde Kurz si ammalò e l'anno seguente morì a Tubinga.

## Stile, opere e pensiero poetico

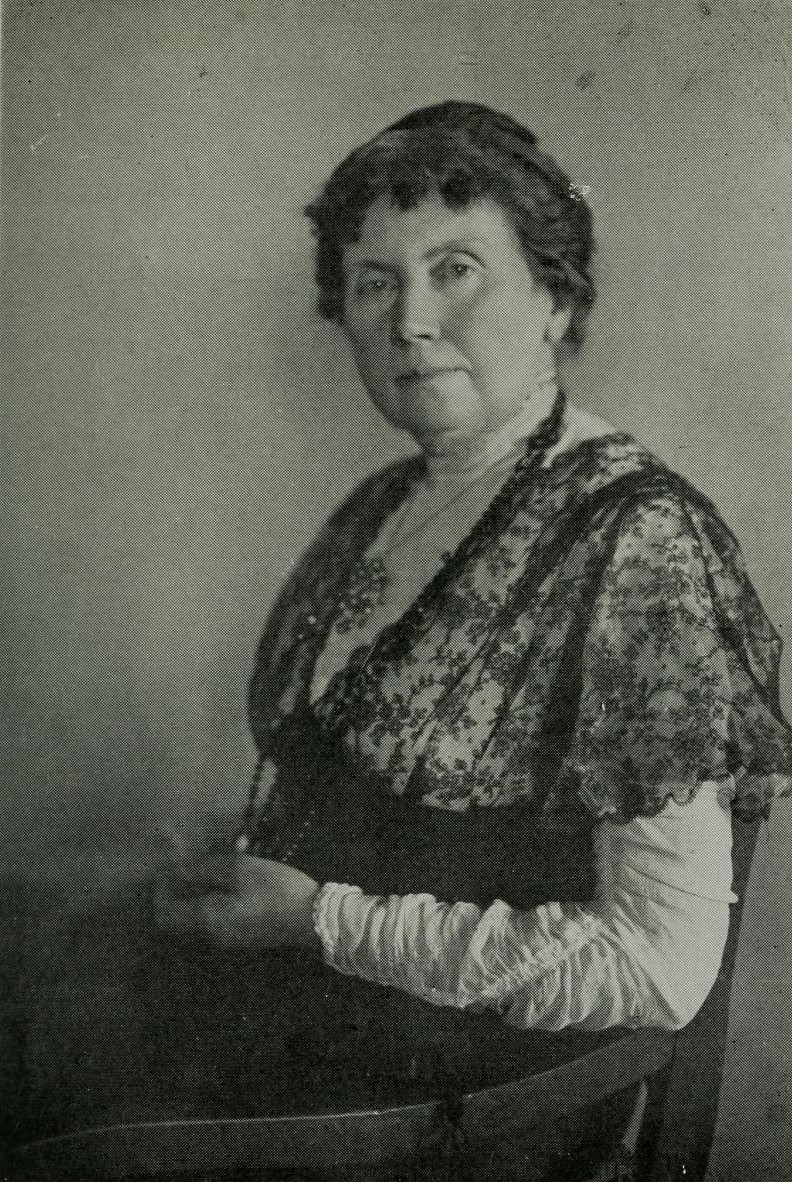
Isolde Kurz nel 1913

Ai suoi esordi la Kurz pubblicò le Florentiner Novellen ("Novelle Fiorentine", 1890), che come le Nächte von Fondi ("Notti di Fondi", 1922) evidenziarono le influenze dello scrittore svizzero realista Conrad Ferdinand Meyer, oltre che dello scrittore tedesco Paul Johann Ludwig Heyse, anche se l'autrice affermò di essersi ispirata allo storico svizzero Jacob Burckhardt e allo scrittore francese Guy de Maupassant.
Alcune sue opere furono ambientate in epoca rinascimentale, invece le Italienische Erzählungen ("Racconti italiani", 1895) descrissero l'Italia moderna.
La raccolta di aforismi Im Zeichen des Steinbocks ("Sotto il segno del Capricorno", 1905), fu incentrata sulla condizione delle donne, ma anche sugli approfondimenti metafisici e psicologici, in relazione all'importanza dell'inconscio.
Lo stesso tema fu basilare in Traumland ("La terra del sogno", 1919), invece Wandertage in Hellas ("Escursioni in Grecia", 1913) risultò un libro di viaggi.
Il romanzo Vanadis. Der Schicksalsweg einer Frau, "Vanadis. Il destino di una donna" (1931), il suo capolavoro, e i ricordi di importanza storico-culturale Die Pilgerfahrt nach dem Unerreichlichen ("Il pellegrinaggio verso l'irraggiungibile", 1938), evidenziarono la caratteristica dell'autobiografismo, particolarmente diffusa all'epoca tra gli scrittori tedeschi, e si caratterizzarono per una pregevole ricerca formale, un brillante realismo ed elementi neoromantici.
La Kurz si dedicò anche alla poesie, tra le quali menzioniamo: Gedichte ("Poesie", 1888); Gedichte aus dem Reigen des Lebens ("Poesie dal girotondo della vita", 1933); Singende Flamme ("Fiamma di canto", postumo, 1948).

## Opere principali
- 1888 Gedichte, poesie;
- 1890 Florentiner Novellen;
- 1895 Italienische Erzählungen, racconto;
- 1900 Von dazumal. Erzählungen, racconto;
- 1901 Unsere Carlotta, racconto;
- 1902 Die Stadt des Lebens: Schilderungen aus der Florentinischen Renaissance;
- 1902 Frutti di mare;
- 1902 Genesung. Sein Todfeind und Gedankenschuld;
- 1905 Im Zeichen des Steinbocks, aforismi;
- 1905 Neue Gedichte, poesie;
- 1906 Hermann Kurz: ein Beitrag zu seiner Lebensgeschichte, biografia;
- 1907 Lebensfluten, racconti;
- 1908 Die Kinder der Lilith. Ein Gedicht, poesie;
- 1910 Florentinische Erinnerungen;
- 1910 Die Humanisten;
- 1913 Wandertage in Hellas, letteratura di viaggio;
- 1914 Zwei Märchen;
- 1914 Deutsches Schwert 1914, musiche per baritono o coro maschile con accompagnamento orchestrale, composto da Peter Gast, testo di Isolde Kurz;
- 1915 Cora. Erzählungen, racconto;
- 1916 Schwert aus der Scheide, poesie;
- 1918 Aus meinem Jugendland, autobiografia;
- 1919 Traumland;
- 1922 Nächte von Fondi;
- 1924 Die Liebenden und der Narr, racconto;
- 1924 Vom Strande, racconto;
- 1925 Der Despot, romanzo;
- 1925 Der Caliban, romanzo;
- 1925 Gesammelte Werke, poesie;
- 1926 Meine Mutter, biografia;
- 1927 Die Stunde des Unsichtbaren. Seltsame Geschichten, racconto;
- 1928 Aus frühen Tagen, racconto;
- 1929 Ein Genie der Liebe. Dem toten Freund zur Wohnstatt;
- 1929 Der Ruf des Pan. Zwei Geschichten von Liebe und Tod;
- 1931 Vanadis. Der Schicksalsweg einer Frau, romanzo;
- 1933 Die Nacht im Teppichsaal. Erlebnisse eines Wanderers, racconto;
- 1935 Gesammelte Werke, poesie;
- 1938 Die Pilgerfahrt nach dem Unerreichlichen, autobiografia;
- 1938 Gesammelte Werke, poesie;
- 1939 Das Haus des Atreus;
- 2003 Ein Splitter vom Paradies, antologia;
- 2016 Wegwarte: 50 zeitlose Gedichte, poesie.